# Euxanthe
Euxanthe is een geslacht van vlinders uit de onderfamilie Charaxinae van de familie Nymphalidae. De wetenschappelijke naam van het geslacht is in 1819 door Jacob Hübner gepubliceerd. De typesoort van het geslacht is Papilio eurinome Cramer, 1775. Het geslacht is het enige in de geslachtengroep Euxanthini.

## Synoniemen
- = Godartia Lucas, 1843 (typesoort Godartia madagascariensis Lucas, 1843)[1]
- = Anthora Doubleday, 1844 (typesoort Papilio eurinome Cramer, 1775)
- = Hypomelaena Aurivillius, 1899 (typesoort Godartia trajanus Ward, 1871)

## Soorten
- Euxanthe crossleyi (Ward, 1871)
- Euxanthe eurinome (Cramer, 1775)
- Euxanthe madagascariensis (Lucas, 1843)
- Euxanthe tiberius Grose-Smith, 1889
- Euxanthe trajanus (Ward, 1871)
- Euxanthe wakefieldii (Ward, 1873)